# Portraits de femmes militantes haïtiennes
Portraits de femmes militantes haïtiennes est un livre collectif qui réunit 15 portraits de femmes haïtiennes ayant contribué à la construction d'Haïti. Paru à Québec en 2015 dans les éditions sciences et bien commun, sous la direction de Ricarson Dorce et d'Emilie Tremblay, cet ouvrage met en exergue quatre catégories de figures féminines d'Haïti : des figures de droits humains ; des femmes scientifiques ; des femmes de courage durant la révolution haïtienne ; des femmes dans le domaine des arts et des lettres.

## Des figures féminines en droits humains
Voici quatre figures féminines haïtiennes ayant marqué le secteur des droits humains en Haïti présentées dans cet ouvrage présente :

### Liliane Pierre-Paul
Le portrait de cette femme est dressé par Iléus Papillon. Originaire de Petit-Goave, Liliane Pierre Paul est une journaliste qui a lutté pendant plus de 35 ans pour la liberté d'expression en Haïti. 

### Ertha Pascal Trouillot
Originaire de Pétion Ville, avocate de profession, Ertha Pascal Trouillot est la première et l'unique femme présidente de la République d'Haïti. En tant que telle, elle a joué un grand rôle dans le processus démocratique en Haïti.

### Collette Lespinasse
Journaliste, Collette Lespinasse est une figure haïtienne des droits de la personne humaine qui a notamment lutté en vue de l'amélioration des relations haïtiano-dominicaines. 

### Marie-Laurence Josselyn-Lassègue
Marie-Laurence Josselyn-Lassègue est du nombre de ces femmes de différentes générations ayant lutté pour le respect des droits des femmes et de ceux de tous les marginalisés du milieu social haïtien. Elle a déjà occupé les postes de ministre de la Culture et de la Communication, ministre à la Condition féminine et aux droits de la femme en Haïti.

## Des femmes scientifiques
L'ouvrage présente huit figures de femmes scientifiques haïtiennes:

### Yvonne Sylvain
Fille de l’écrivain Georges Sylvain, Yvonne Sylvain obtint son diplôme de médecin en 1940. Elle a poursuivi ses études, grâce à une bourse d’études de perfectionnement du bureau sanitaire interaméricain, à la Medical School de la Columbia University. Elle se spécialisa en obstétrique et en gynécologie. Elle est reconnue comme la première femme médecin en Haïti. En ce qui concerne son œuvre, voici la référence bibliographique de l'une de ces études : « Mortalité infantile en Haïti : Essai de statistique tiré des registres journaliers du service de maternité et de pédiatrie de l’hôpital général de Port-au-Prince », Boletin de la Oficina Sanitaria Panamericana (OSP), vol. 20, no 11, novembre 1941.

### Suzy Castor
Suzy Castor est une historienne considérée comme l'une des femmes ayant marqué le milieu intellectuel haïtien.

### Michèle Duvivier Pierre-Louis
Michèle Duvivier Pierre-Louis est d'abord une figure intellectuelle haïtienne. Diplômée en économie du Queens College à New York en 1976, elle a un cheminement fondé sur une praxis éclairée par la science. D'ailleurs, elle est une figure qui fait systématiquement la promotion de la science et de la culture en Haïti. Elle est aussi une femme politique. En effet, elle avait occupé le poste de Premier Ministre en Haïti.

### Mireille Neptune Anglade
Épouse de Georges Anglade, Mireille Neptune Anglade est une militante féministe et une intellectuelle reconnue tant en Haïti qu’au Québec. Sa thèse de doctorat, publiée sous la forme d’un livre sous le titre L’autre moitié du développement : à propos du travail des femmes en Haïti, est devenu un classique sur la problématique de l’intégration socio-économique des femmes dans le contexte haïtien.

### Madeleine Sylvain-Bouchereau
Madeleine Sylvain-Boucherau est la première haïtienne docteure en sociologie.

### Yvette Bonny
Yvette Bonny est une pédiatre-hématologue et professeure d’université québécoise d’origine haïtienne. Elle a réalisé la première greffe de moelle osseuse chez un enfant au Québec.

## Des femmes de courage durant la révolution haïtienne
Deux figures de femmes ayant joué un rôle important dans la guerre de l'indépendance d'Haïti sont présentées dans cet ouvrage :

### Catherine Flon
Catherine Flon fut une femme engagée dans les luttes  révolutionnaires ayant abouti à l'Independence d'Haïti célébrée officiellement le 1er janvier 1804. Cette dame a contribué à la fondation de la société haïtienne et est surtout connue pour avoir été chargée, comme couturière, de coller, d’une manière verticale, les deux bandes de l’étendard haïtien.

### Marie-Claire Heureuse
Marie-Claire Heureuse est l’un des témoins de la révolution haïtienne. "Durant toute la guerre de l’Indépendance, elle soigna beaucoup de blessés. À ce titre, elle fut la première infirmière de l’histoire d’Haïti et l’une des premières connues de l’histoire moderne".

## Des femmes dans le domaine des arts et des lettres

### Mona Guérin
Mona Guérin est une écrivaine, metteur en scène, dramaturge qui a connu son premier grand succès en 1966 lorsqu’Alexandre Abellard mit en scène l’une de ses pièces intitulée L’Oiseau de ces dames.

### Mimi Barthelemy
De son vrai nom Michèle Armand, Mimi Barthelemy est une conteuse, écrivaine et comédienne haïtienne.

### Marie Alice
Poétesse, galeriste et historienne de l’art, Marie Alice est élue « Femme de l’Année 2001 » et sélectionnée parmi les « Greats minds of the 21st century », section Littérature, par le American Biographical Institute. 

## Sources et références
1. ↑  Dominique Batraville, « Portraits de femmes militantes », Le Nouvelliste,‎ 1er février 2016 (lire en ligne)
2. ↑  Haïtiennes. Portrait de femmes militantes, Québec, Sciences et bien commun, 2015, 169 p. (ISBN 978-2-924661-04-8), p. 138
3. ↑  Kedma Joseph, « Colette Lespinasse, journaliste et militante des droits de l’homme (1961-) », dans Haïtiennes, Éditions science et bien commun, 15 décembre 2015 (lire en ligne)
4. ↑  Ricarson Dorce, « Marie-Laurence Jocelyn Lassègue, femme politique, journaliste et enseignante (1955-) », dans Haïtiennes, Éditions science et bien commun, 15 décembre 2015 (lire en ligne)
5. ↑  Erickson Avril, « Yvonne Sylvain, médecin (1907-1989) », dans Haïtiennes, Éditions science et bien commun, 15 décembre 2015 (lire en ligne)
6. ↑  Obed Lamy, « Suzy Castor, historienne et militante des droits de la personne », dans Haïtiennes, Éditions science et bien commun, 15 décembre 2015 (lire en ligne)
7. ↑  Pascal Adrien, « Michèle Duvivier Pierre-Louis, économiste, professeure d’université et femme politique (1947-) », dans Haïtiennes, Éditions science et bien commun, 15 décembre 2015 (lire en ligne)
8. ↑  Jeff Destinvil, « Mireille Neptune Anglade, économiste (1944-2010) », dans Haïtiennes, Éditions science et bien commun, 15 décembre 2015 (lire en ligne)
9. ↑  Ricarson Dorce, « Madeleine Sylvain-Bouchereau, sociologue (1903-1970) », dans Haïtiennes, Éditions science et bien commun, 15 décembre 2015 (lire en ligne)
10. ↑  Émilie Tremblay, « Yvette Bonny, pédiatre-hématologue (1938-) », dans Haïtiennes, Éditions science et bien commun, 15 décembre 2015 (lire en ligne)
11. ↑  Fritz-Gérald Louis, « Catherine Flon, couturière », dans Haïtiennes, Éditions science et bien commun, 15 décembre 2015 (lire en ligne)
12. ↑  Fritz-Gérald Louis, « Marie Claire Heureuse Bonheur, infirmière (1758-1858) », dans Haïtiennes, Éditions science et bien commun, 15 décembre 2015 (lire en ligne)
13. ↑  Amos Louis, « Mona Guérin, écrivaine, metteur en scène, dramaturge (1934-2011) », dans Haïtiennes, Éditions science et bien commun, 15 décembre 2015 (lire en ligne)
14. ↑  Rose-Esther Guignard, « Mimi Barthélémy, conteuse, écrivaine et comédienne (1939-2013) », dans Haïtiennes, Éditions science et bien commun, 15 décembre 2015 (lire en ligne)
15. ↑  Denise Bernhardt, « Marie Alice Théard, poétesse, galériste et historienne de l’art (1948-) », dans Haïtiennes, Éditions science et bien commun, 15 décembre 2015 (lire en ligne)